# Quadricalcarifera bambusicola
Quadricalcarifera bambusicola är en fjärilsart som beskrevs av Sergius G. Kiriakoff 1974. Quadricalcarifera bambusicola ingår i släktet Quadricalcarifera och familjen tandspinnare. Inga underarter finns listade.